# Calvaire Saint-Pierre
Le Calvaire Saint-Pierre est l'un des vingt quartiers de Caen. Il se situe au nord de la ville. Selon la ville de Caen, le quartier est délimité :
- au nord, par le boulevard périphérique de Caen,
- à l'est, par l'avenue de la Côte de Nacre et la rue de la Délivrande,
- au sud, par l'avenue de Bruxelles et la rue des Sablons,
- à l'ouest, par l'avenue de Courseulles.

## Histoire
Le nom du quartier vient d'une croix monumentale érigée sur la route de la Délivrande à l'angle avec le chemin du calvaire (actuelle rue du Moulin au Roy). Ce monument a été reconstruit après la bataille de Caen en mémoire des victimes du conflit.
Jusqu'au milieu du XXe siècle, le secteur du Calvaire Saint-Pierre a conservé un caractère rural. En 1888, un réservoir est creusé près du Moulin au Roy, en surplomb de la ville encore essentiellement circonscrite à la vallée de l'Orne, afin de permettre l'alimentation de la ville en eau.
Dans les années 1950-1960, la population de Caen est marquée par un des plus forts taux de croissance de France. Afin de faire face à cet accroissement de la population, le plan d'urbanisme directeur de l'agglomération caennaise, élaboré en 1959 et approuvé en novembre 1965, prévoit donc la création de nouveaux quartiers en périphérie du centre historique. Une nouvelle zone d'habitat de 1 400 logements est programmée entre le futur boulevard périphérique nord et l'université (actuel campus 1 de Caen). Toutefois, contrairement à la Pierre-Heuzé, le Calvaire Saint-Pierre n'est pas une zone à urbaniser en priorité. Un centre commercial de quartier a alors été créé. Un lieu de culte, l'église Saint-André, a également été construit entre 1962 et 1964.
En 2002, des études d'urbanisme ont été lancées afin d'élaborer un projet de renouvellement urbain associant le Calvaire Saint Pierre et la zone industrielle située au nord du boulevard périphérique de Caen (ZI Mont Coco). Le conseil municipal a approuvé en 2004 les principes fondateurs du projet et en décembre 2005 un premier immeuble appartenant à un organisme d'habitations à loyer modéré a été démoli.
Bénéficiant auparavant d'un contrat urbain de cohésion sociale, une partie du quartier devient un quartier prioritaire en 2015, avec 1 451 habitants en 2018 pour un taux de pauvreté de 51 %.

## Lieux et monuments
- Le calvaire Saint-Pierre, construit par Anna Quinquaud[9].

## Transport en commun
Le quartier est desservi par le réseau Twisto.
- Tramway de Caen (arrêt Calvaire saint-Pierre)
  - T1 (IFS Jean Villar <> Hérouville-Saint-Clair).
  - T2 (CAEN Presqu'île <> CAEN Campus 2).